# Краснокаменка (Феодосия)

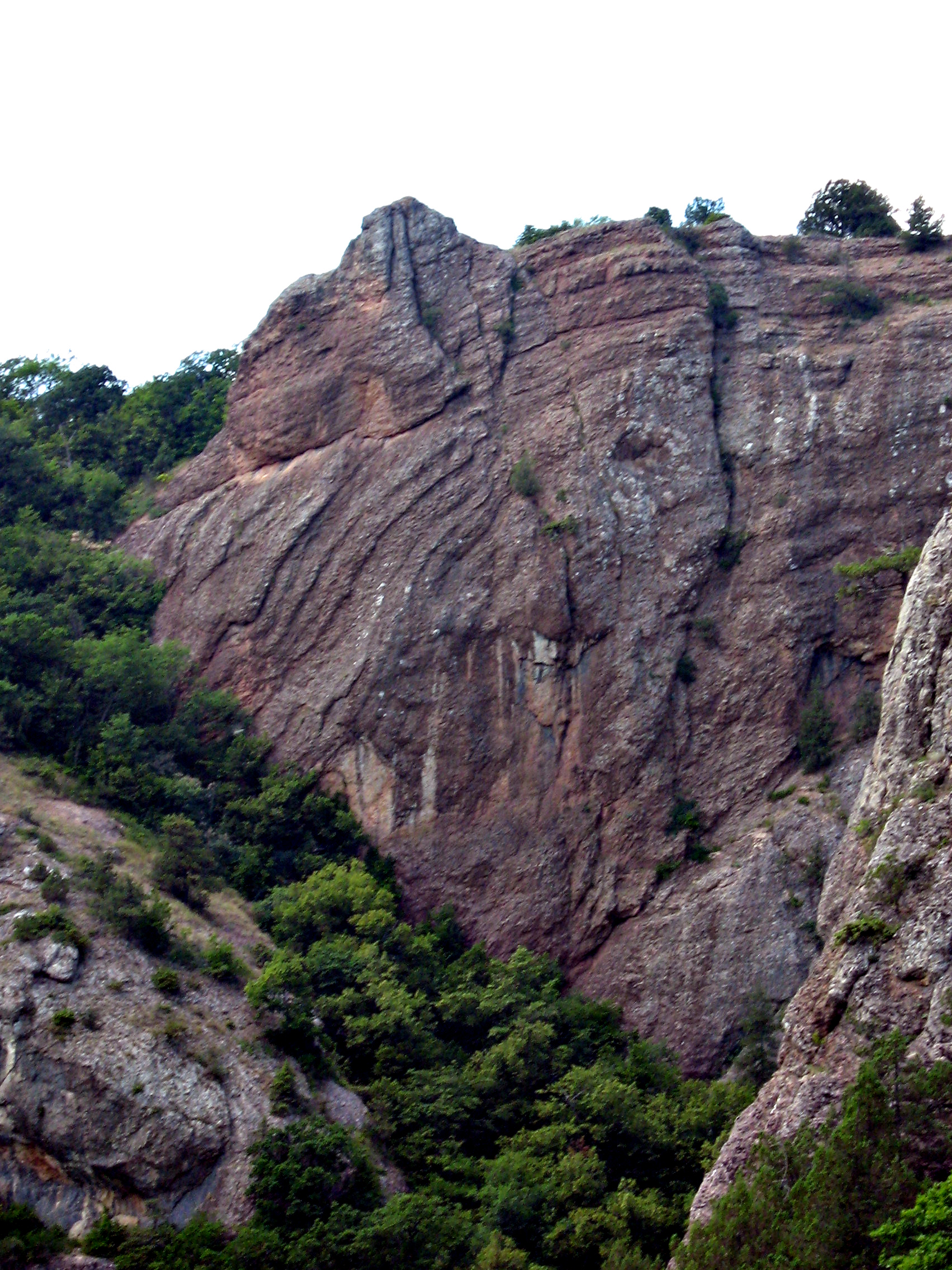
Красный камень.

Краснока́менка (до 18 мая 1948 года Кизилта́ш; укр. Краснокам'янка, крымскотат. Qızıltaş, Къызылташ) — село на юго-восточном побережье Крыма, на побережье Чёрного моря. Входит в городской округ Феодосия Республики Крым (Щебетовского поселкового совета Феодосийского района Автономной Республики Крым)

## Население
| 2001 | 2014  |
| ---- | ----- |
| 1192 | ↘1150 |

Всеукраинская перепись 2001 года показала следующее распределение по носителям языка
| Язык       | Процент |
| ---------- | ------- |
| русский    | 87,84   |
| украинский | 11,07   |
| другие     | 0,67    |

## Современное состояние
На 2018 год в Краснокаменке числится 5 улиц; на 2009 год, по данным поссовета, село занимало площадь 810,4 гектара на которой, в 120 дворах, проживало 1200 человек. В селении действуют средняя школа № 18, отделение Почты России, Краснокаменка связана с Феодосией автобусным сообщением.
Историческое название — Кизилташ (Кызылташ, Кизильташ), в 1948 году (18 мая) Указом Президиума Верховного Совета РСФСР переименовано в Краснокаменку, в период нахождения в селе ИТЛ и в/ч 12 ГУМО было известно как Предприятие абонентский ящик 105, Симферополь-32, абонентский ящик 99, Феодосия-13, в/ч 42615, в/ч 62047, в/ч А-2015,в/ч 4125(Тигр).

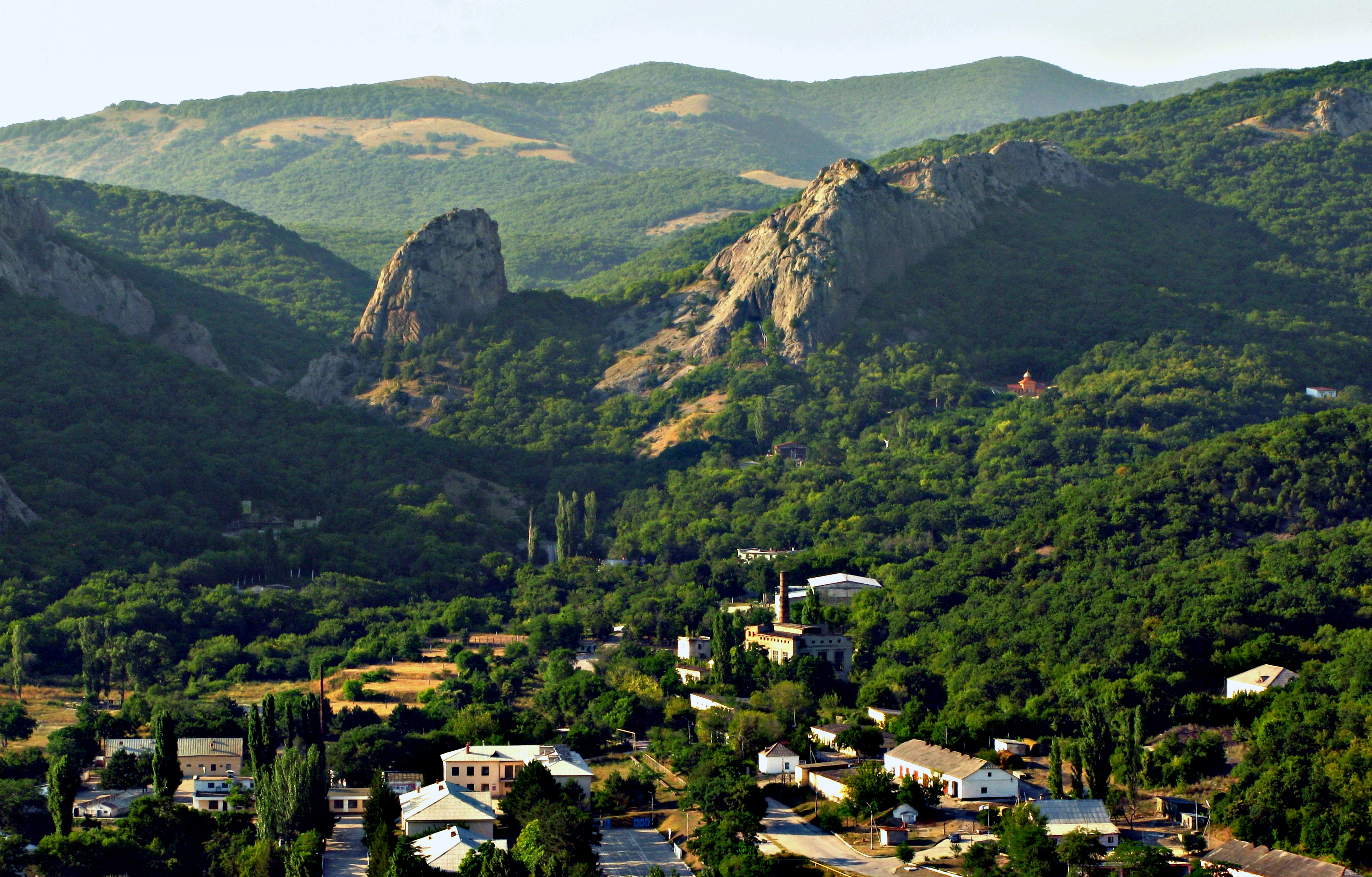
Краснокаменка.

Горные склоны урочища Кизилташ покрыты лесами из дуба пушистого, дуба скального и граба обыкновенного, часто встречаются реликтовые растения, занесенные в Красную книгу: можжевельник высокий, фисташка туполистная, многие виды орхидей.
Самая высокая вершина в окрестностях Краснокаменки — Сандык-Кая (Каменный лоб) — 698 метров над уровнем моря. Это один из самых больших коралловых рифовых массивов в Крыму. Второе название Сандык-каи: Гора Сундук
По территории Краснокаменки протекает Монастырский ручей (Кизилташский ручей, Лагым-Узень, длина 12 км), правый приток реки Отузка.

## История поселения

### Российская империя

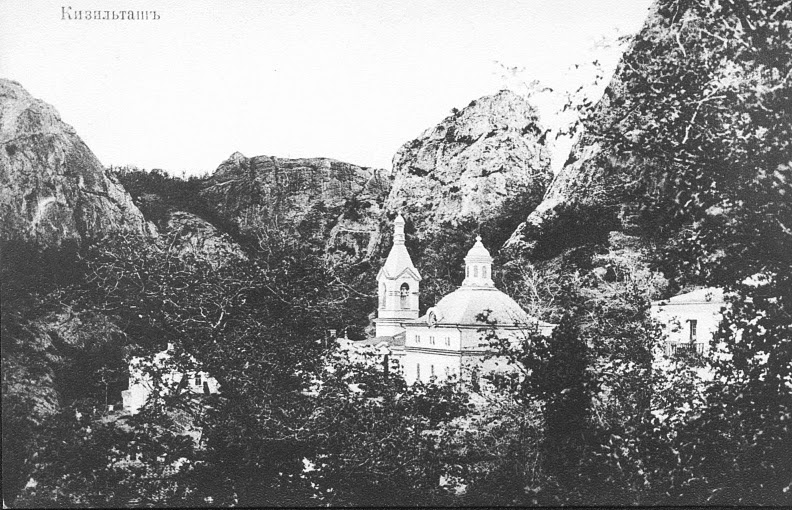
Кизилташский монастырь. Начало XX века.

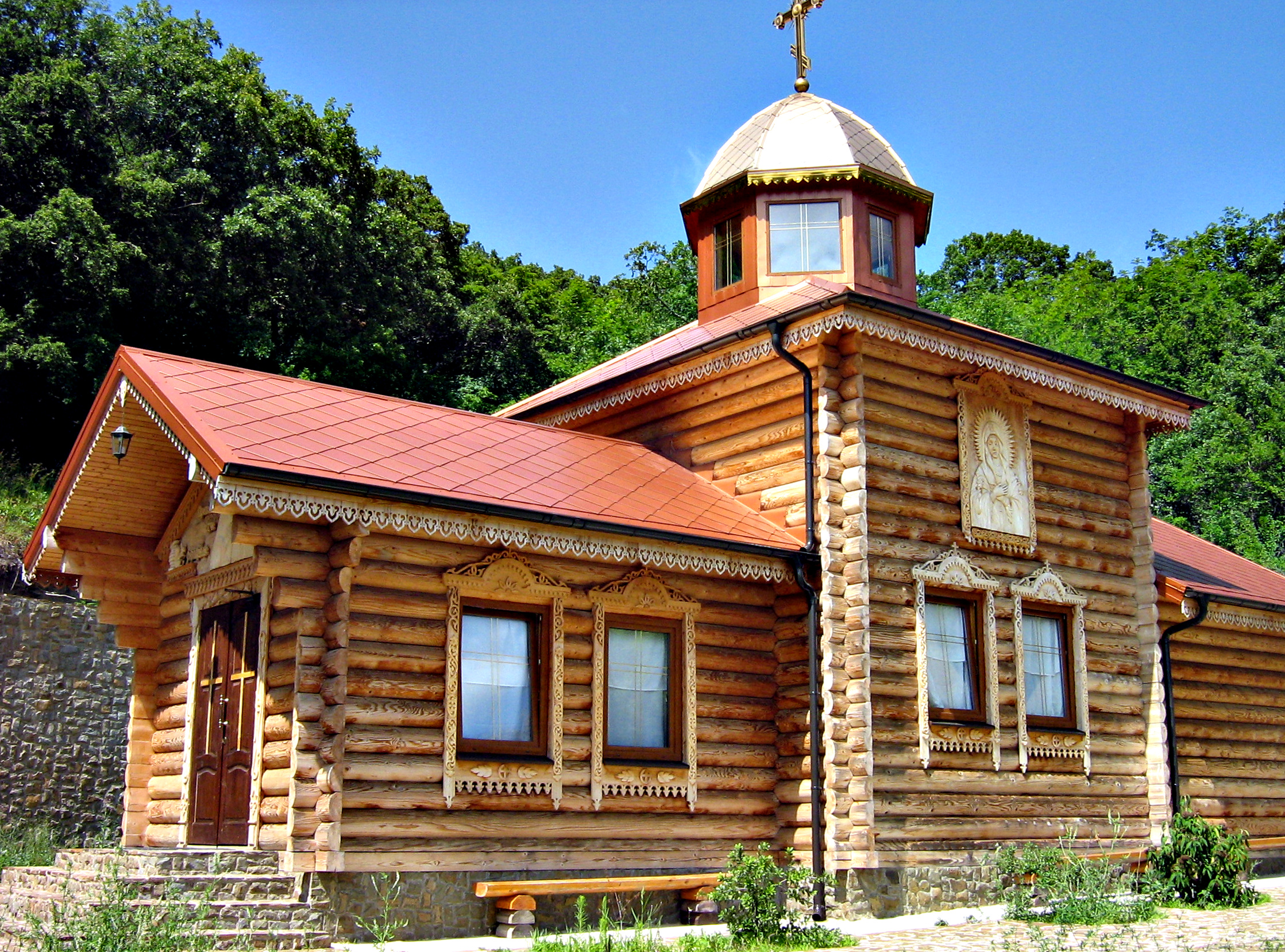
Кизилташский монастырь. Начало XXI века.

В 1856 году архиепископ Херсонский и Таврический Иннокентий основал в урочище Кизилташский мужской монастырь. Согласно «Списку населённых мест Таврической губернии по сведениям 1864 года» в урочище духовного владения Кизил-Таш при источнике числилось 2 жителя в 1 дворе и православная киновия.
Небольшая пещера в скале с целебным источником, в начале XVIII века прославившаяся чудом обретения иконы Божией Матери, превратилась в скит с кельями на 50 послушников, церковью, двумя гостиницами, разнообразными службами.
В 1894 году в Кизилташском мужском монастыре обитало 65 человек.
На земле монастыря были (сейчас находятся в запущенном состоянии) два источника, вода одного из них считалась целебной. Кроме того вблизи находится сероводородный источник, возле которого монахи построили небольшую грязелечебницу.
В начале XX века в Кизилташском урочище действовали два храма — Святителя Стефана и Успения Богородицы.

### Советское время
При советской власти монастырь был закрыт (в 1923 году).
На территории монастыря была открыта детская трудовая колония, позже земли были отданы Щебетовской сельскохозяйственной артели, а монастырские здания использовались под общежитие и клуб. Согласно Списку населённых пунктов Крымской АССР по Всесоюзной переписи 17 декабря 1926 года, в Кизилташе (в колхозе им. Калинина), Отузского сельсовета Судакского района, числилось 5 дворов, население составляло 18 человек, все русские С 1930 года на территории Кизилташа находился дом отдыха ВВС Московского военного округа, работавший до начала Великой Отечественной войны.
В годы Великой Отечественной войны на территории монастыря располагалась база партизанского отряда под командованием И. С. Мокроуса. На территории монастыря произошли два крупных боя партизан с карательными отрядами, но монастырские постройки при этом не пострадали.
С 1945 года по 1950 год в монастыре опять размещался санаторий московского военного округа. Указом Президиума Верховного Совета РСФСР от 18 мая 1948 года село Кизилташ был переименован в Краснокаменку.

#### База хранения ядерного оружия
В конце 1950 года Совет министров СССР принял решение о создании в Минсредмаше (12 ГУ МО) центральных баз хранения ядерного оружия.
7 ноября 1950 года Президиумом Верховного Совета РСФСР было принято решение об организации одной из таких баз (объект 712, в/ч 62047, в/ч 42615) в Кизилташе, отгороженном горными отрогами от посторонних глаз. Хранилища изделий планировалось расположить в толще горы Кизилташ.
Строительство началось в 1950 году силами строительного управления Министерства среднего машиностроения. Руководили работами специалисты Ленинградского метростроя. Большинство работ выполнялось силами специально отобранных заключённых (все имели допуск по форме один), имеющих опыт шахтных работ.
10 января 1951 года создан ИТЛ ЕО «ИТЛ и строительство рудника», подчиненный ГУЛПС (ГУЛАГ МЮ с 02.04.53), литер ЕО телеграфный код «Море» почтовые адреса: Крымская область, г. Феодосия, п/я 46, г. Симферополь, п/я ЕО-103. Задачи — строительство «рудника» (пр. 0036 МВД от 24.01.51), горные работы (пр. 00937 МВД от 31.12.51) и строительство дизельной электростанции и бетонного завода (пр. 00232 МВД от 07.03.52).
Приказом 00400 МВД от 16.04.52 персонал в ИТЛ ЕО направлялся только с разрешения органов МГБ. Распоряжением 650 МВД от 18.04.52 для ИТЛ «ЕО» установлена первая категория секретности.
ИТЛ ЕО 14 мая 1953 переименован в Гагаринское ЛО (лагерное отделение, приказ от 29.04.53). Число заключённых на 15 марта 1953 — 2445 человек. Гагаринское ЛО переименовано из ЛО в ИТЛ (приказ 00599 МВД от 26.07.54), а между 3 февраля 1955 года и 1 августа 1955 года — снова из ИТЛ в ЛО.
Подчинённость:
- ГУЛАГ МЮ с 14 мая 1953 года;
- ГУЛАГ МВД с 28 января 1954 года,
- Главпромстрой с 3 февраля 1955 года;
- ГУЛАГ МВД не позднее 1 августа 1955 года.

Число заключённых 1 июня 1953 — 1837, 1 января 1954 — 1008, 1 января 1955 — 313, 1 января 1956 — 177.
Гагаринское ЛО закрыто 1 декабря 1955 года (приказ 0577 МВД от 01.12.55).
Грузы для лагеря поступали на железнодорожную станцию Сарыголь (ныне станция Айвазовская) Сталинской железной дороги.

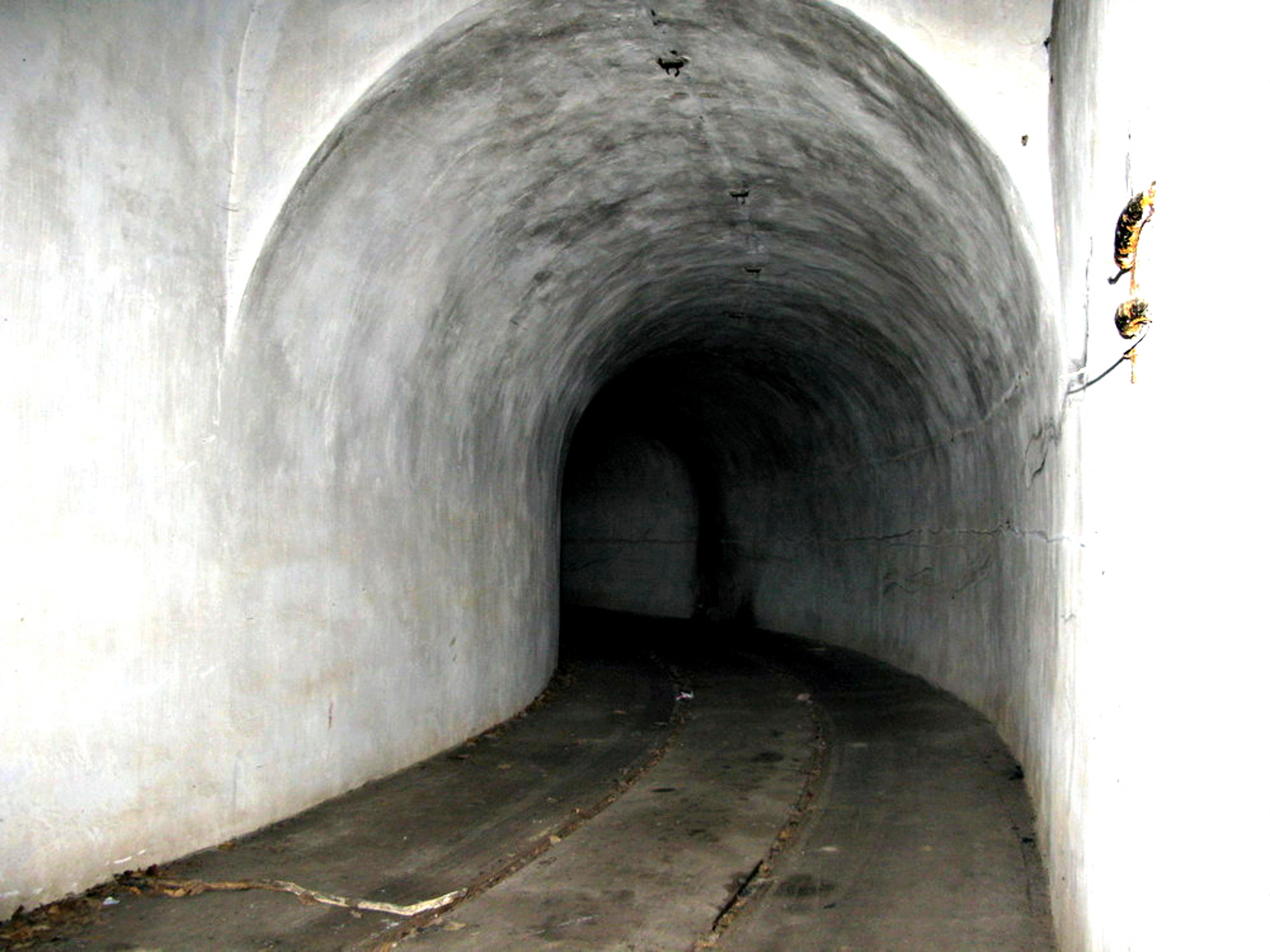
Тоннель, по которому вывозились готовые изделия.

В толще горы Кизилташ к 1955 году был пройден тоннель, аналогичный тоннелям метро, имевший второй выход в сторону Старого Крыма, закончены работы в главном сборочном зале, размеры которого превосходили размеры станций метрополитена (высота около 20 метров). Главный сборочный зал, залы-хранилища и залы проверки работоспособности изделий соединялись транспортной сетью, позволявшей перемещать грузы на специальных вагонетках по рельсам. Вход в тоннель перекрывался герметичным затвором массой несколько сотен тонн, который откатывался в нишу электроприводом. На случай аварийной ситуации было предусмотрено перемещение затвора вручную. Туалетом разрешалось пользоваться только в аварийных ситуациях, поэтому в случае необходимости приходилось добираться до выхода из тоннеля (два километра). До появления в начале шестидесятых годов импульсных нейтронных источников в составе изделий применялись постоянно действующие нейтронные источники типов НИ-2 и НЗ-5Б, работа с которыми была чрезвычайно вредна для персонала. Активные компоненты центральных частей зарядов снятых с эксплуатации изделий РДС-3 превращались в порошок, что сильно усложняло работу по их утилизации.
Часть отбывших сроки заключённых (при выполнении дневной нормы на 151 % день засчитывался за три) по окончании строительства осталась на объекте в качестве вольнонаёмных в обслуживающих подразделениях предприятия.
На территории предприятия действовал сухой закон, в начальный период строительства запрещено было также иметь фотоаппарат (позднее запрет касался только съемок на объекте и окружающих гор).
На поверхности были построены стационарные контрольно-пропускные пункты на въездных дорогах, дизельная электростанция, дома для офицеров и служащих части, автобаза, Дом офицеров, госпиталь с поликлиникой, магазин, ясли, детский сад и школа (в настоящее время - средняя школа № 18, нумерация феодосийская). На территории лагеря заключённых построили первый стадион. В городке у пожарной части, общежития молодых офицеров, школы, Дома офицеров, в городке дивизиона охраны построены спортивные площадки. Здание бывшего дома отдыха ВВС Московского военного округа занял штаб части (заводоуправление п. я. 131).
Большинство начальников центральной базы хранения ранее являлись руководителями управлений КГБ или МВД. По требованию режимных органов все офицеры объекта были переодеты в морскую форму — ближайший (закрытый) город Феодосия был базой Черноморского флота.
Въезд на территорию спецпоселения разрешался только по специальным пропускам, выезд с объекта только по служебной надобности или в отпуск, любые родственные или гостевые визиты были запрещены. Связь — только служебная. Телевидения не было — ближайший ретранслятор находился в Феодосии. Почтовые отправления приходили в почтовые отделения крымских городов — вначале Симферополя, затем — Феодосии-13.
Собранные в Кизилташе изделия номера 1050 и 1070 в сентябре 1956 года участвовали в учениях «Применение тактического воздушного десанта вслед за атомным ударом с целью удержания зоны поражения атомного взрыва до подхода наступающих войск с фронта» на Семипалатинском полигоне. Изделия были доставлены автотранспортом на полигон Багерово, а оттуда по воздуху с промежуточной посадкой в Энгельсе в Семипалатинск. 10 сентября одна из бомб была сброшена с самолёта Ту-16 с высоты 8000 метров и взорвана на высоте 270 метров. Тротиловый эквивалент — 38 килотонн.
В 1959 году из Кизилташа двумя железнодорожными составами были отправлены первые ядерные боеголовки в ГДР (Фюрстенберг).
В сентябре 1962 года (Операция «Анадырь») во время Карибского кризиса шесть собранных в Кизилташе авиабомб серии «407 Н» на дизель-электроходе «Индигирка» были отправлены из Североморска в порт Мариель на Кубе.
В конце ноября 1962 года бомбы были погружены на сухогруз «Архангельск» и к январю 1963 года возвратились в Кизилташ.
В последующие годы в Кизилташе также осуществлялась разборка и утилизация ядерного оружия первого поколения. Ядерные заряды отправлялись на переработку, остальные узлы пускали под пресс на месте. Изделия поступали из самых отдаленных районов СССР. Так, после расформирования войсковой части 75414 в Анадыре в связи с созданием РВСН ядерные боеприпасы были вывезены из Анадыря в Кизилташ.

### Независимая Украина

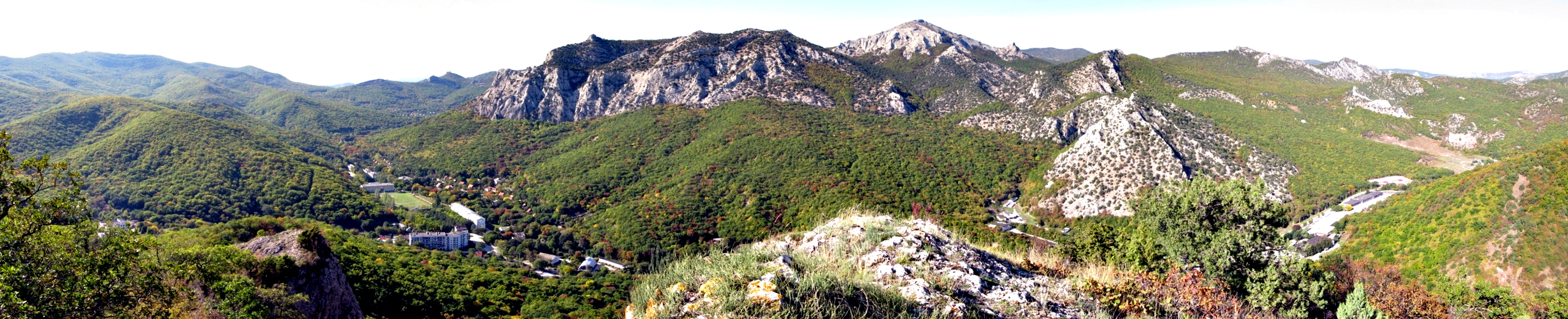
Кизилташ.

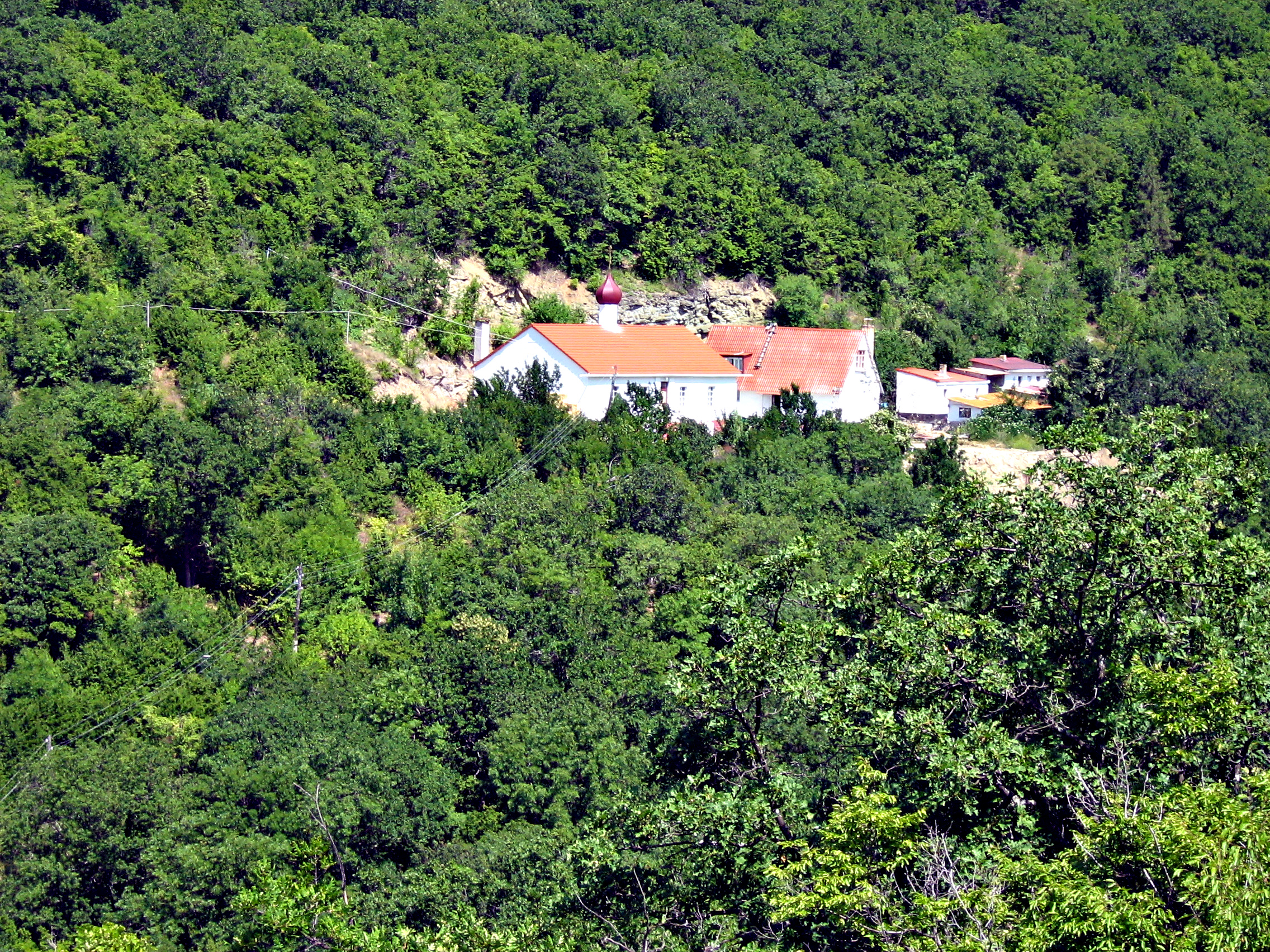
Храм во имя Всех Печерских Святых.

24 августа 1991 года Верховная Рада принимает постановление о подчинении Украине всех Вооружённых Сил СССР, находящихся на её территории. В это время на территории Украины находились 1272 межконтинентальные баллистические ракеты с ядерными боеголовками и большие запасы обогащённого урана.
24 октября 1991 г. принято постановление Верховной Рады о безъядерном статусе Украины.
14 января 1992 г. подписано трёхстороннее соглашение России, Соединённых Штатов и Украины. Все ядерные заряды демонтируются и вывозятся в Россию, стратегические бомбардировщики и шахты для запуска ракет уничтожаются, эти мероприятия финансируются США.
Последние грузы 12-го Главного управления МО были вывезены с Украины в июне 1996 года.
24 октября 1991 года председатель Верховного Совета Крымской АССР Н. Багров подписал постановление № 166-1 об упразднении Судакского района и передаче села Краснокаменка в административно-территориальное подчинение Судакскому городскому Совету народных депутатов.
«О передаче села Краснокаменка». 17 ноября 1999 года Верховная Рада Украины передала Краснокаменку Судакского горсовета в административное подчинение Феодосийскому городскому совету, с прилегающей территорией в 810,4 гектара.
Водоснабжение Краснокаменки осуществляется расположенной в селе станцией № 5 2-го подъёма из скважины глубиной 24 метра, имеющей производительность 54 м3 в сутки.
В 2000 году в Кизилташ вернулись монахи, началось восстановление обители. Игуменом Кизилташского Свято-Стефано-Сурожского мужского монастыря был назначен отец Никон. Новый храм в честь всех Киево-Печерских святых построен на месте старого монастырского пастбища.
В 2006 году сдан в эксплуатацию газопровод-отвод от газопровода Ду 300 Феодосия-Щебетовка-Судак к ГРС и газифицированы в/ч 4125 и жилой фонд Краснокаменки. (недоступная ссылка — история).

### С 2014 года
После аннексии Крыма, часть полка специального назначения «Тигр» (в/ч 4125) перешла на сторону России, остальные были вывезены на материковую часть Украины, полк расформирован. Впоследствии, на базе «Тигра» был основан 144-й моторизованный полк Росгвардии (в/ч 6915). В 2020 году 114-й полк был переведён в Керчь, в Краснокаменке его заменила 133-я бригада материально-технического обеспечения Черноморского Флота РФ (в/ч 73998).

## Экологическая обстановка

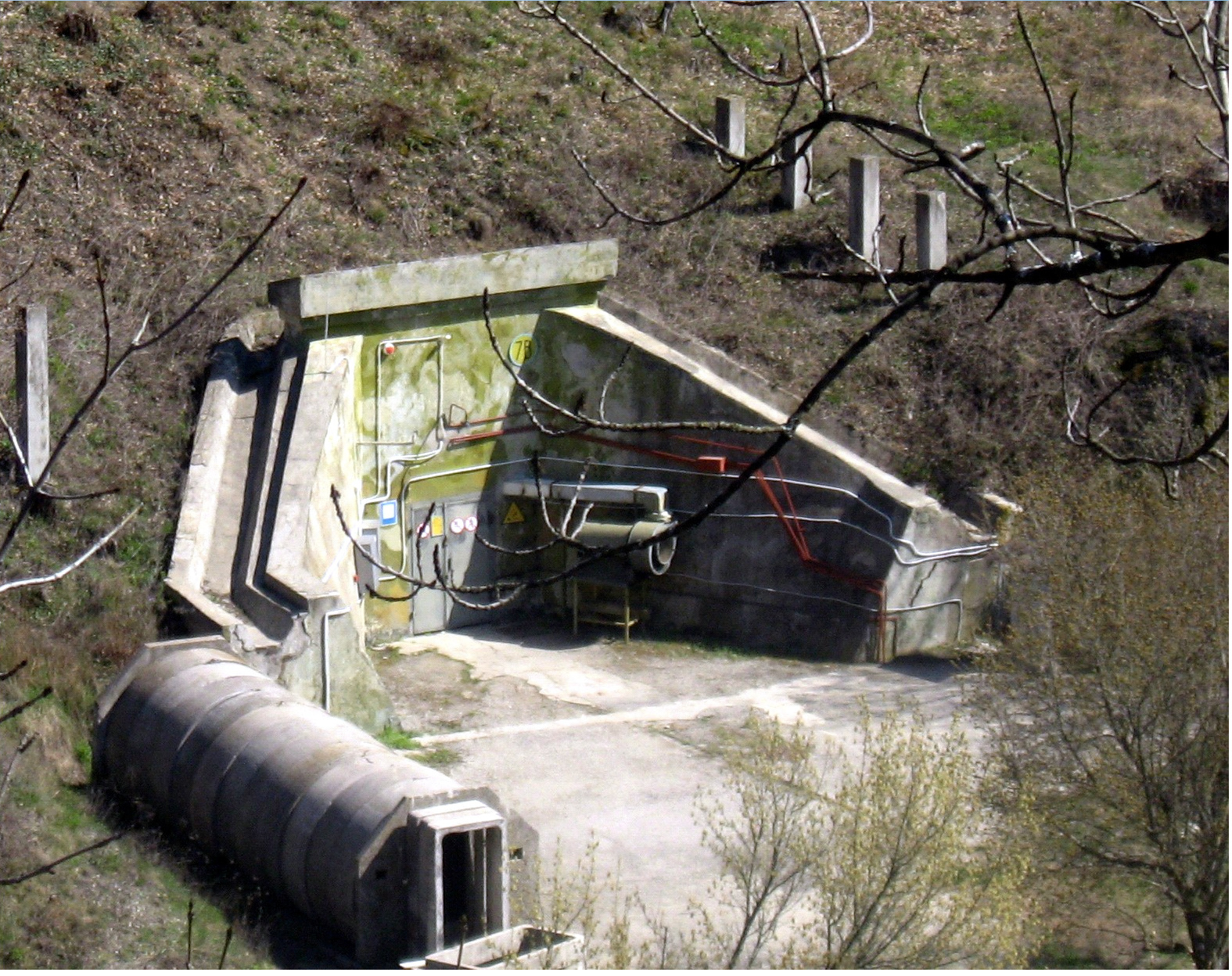
Вход в хранилище.

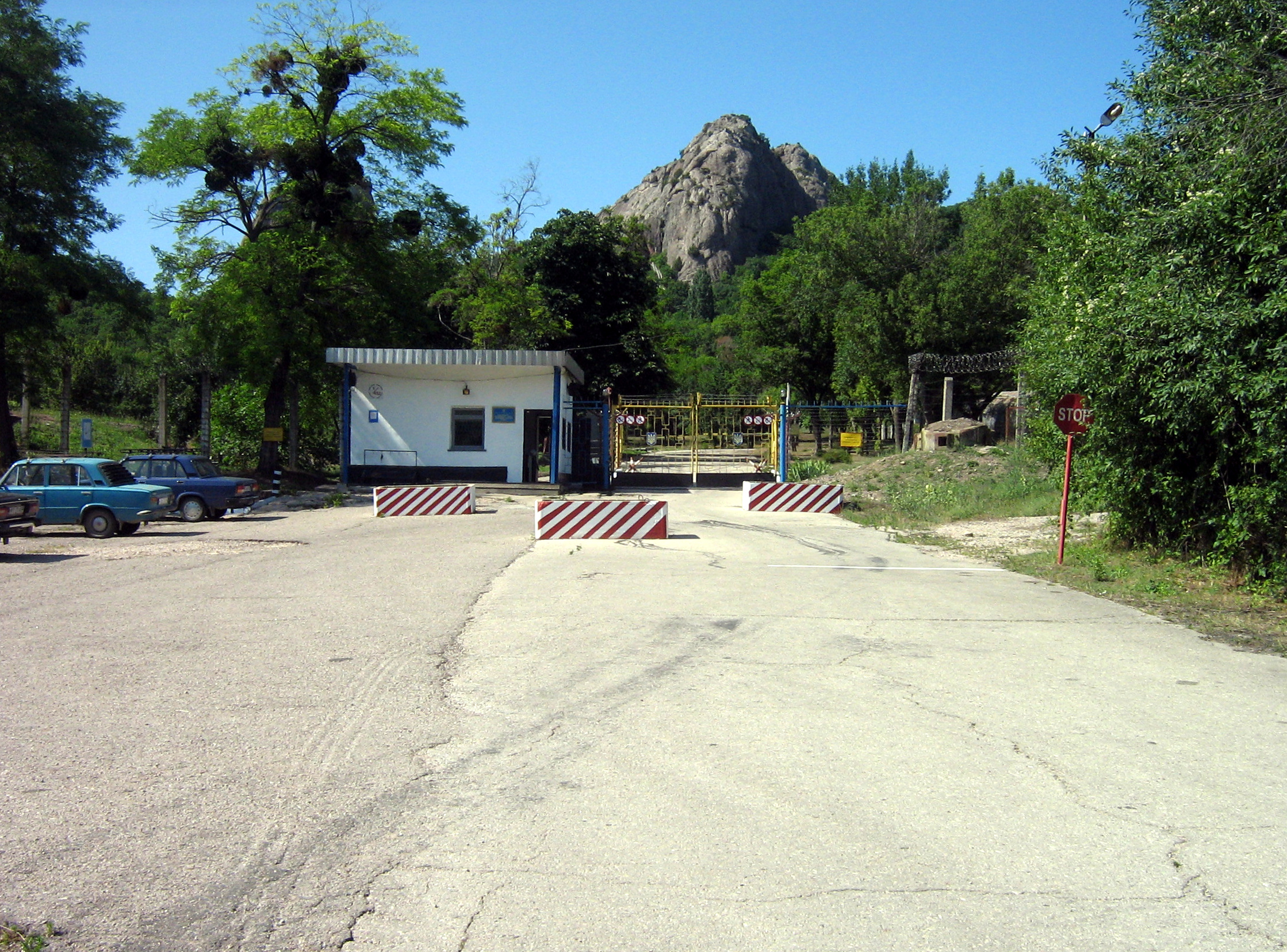
КПП части, охраняющей один из тоннелей.

Военной прокуратурой Феодосийского гарнизона дважды в год проводятся проверки условий хранения оружия и экологической обстановки в Кизилташе. По утверждению военного прокурора феодосийского гарнизона Е. Пономаренко 
Могильники содержатся с соблюдением всех норм, радиационный фон в порядке, а территория надежно охраняется.
Кизилташ находится в зоне, загрязнённость которой в 2011 году на картах МЧС Украины не существующими в природе (искусственными) изотопами составляла
239Pu — 100 Бк/м2, 241Am — 100 Бк/м2, что соответствует среднемировым значениям.